# Velîki Minkî, Narodîci
Velîki Minkî (în ucraineană Великі Міньки) este un sat în comuna Bazar din raionul Narodîci, regiunea Jîtomîr, Ucraina.

## Demografie
Componența lingvistică a localității Velîki Minkî
     Ucraineană (100%)
Conform recensământului din 2001, toată populația localității Velîki Minkî era vorbitoare de ucraineană (100%).